# Liebe ist für alle da
Liebe ist für alle da (Alemany: "L'amor és allà per tothom") és el sisè àlbum d'estudi del grup de rock alemany Rammstein, que ha estat publicat a gran part d'Europa el 16 d'octubre de 2009, i al Regne Unit el 19 d'octubre de 2009. Va ser publicat als Estats Units el 20 d'octubre de 2009.

## Producció
L'11 de març de 2007, després d'un any de descans, Rammstein es reuneix a Mecklenburg-Pomerània Occidental, Alemanya, per discutir idees preliminars sobre el seu futur musical. La preproducció del disc es realitza de juliol de 2007 a octubre de 2008 a Hermannshagen-Dorf (Saal, Antepomerania, Alemanya), una localitat sense determinar a la vora del Mar Bàltic, Beesenstedt i Berlín.
El 28 d'octubre de 2008 es grava la bateria en l'Estudi Henson de Los Angeles, Califòrnia. A partir del 9 de novembre, el grup grava les cançons del disc durant sis setmanes en el Sonoma Mountain Studio (Califòrnia). El productor és el mateix dels cinc àlbums anteriors, Jacob Hellner. Els treballs de barreja comencen el 16 de març de 2009 a Estocolm, Suècia.
El dia 11 d'agost es llança el portal de màrqueting viral LIFAD.org (sigles de "Liebe ist für alle da"), amb enllaços a xarxes socials com Facebook i Twitter, com a part de la campanya publicitària. Addicionalment, diversos portals autoritzats comencen a transmetre les seves primeres impressions sobre el nou material, després d'haver-ho escoltat en una exclusiva conferència de premsa celebrada a Berlín.
 El 9 de setembre, el portal Metal Hammer en la seva edició anglesa va tenir la primícia mundial de presentar el tracklisting complet.
El 18 de setembre es publica el primer senzill, titulat Pussy, i el 16 d'octubre es fa el mateix amb l'àlbum complet.
En una entrevista radiofònica, Paul Landers i Christian Lorenz van anunciar que el següent senzill seria Ich tu dir weh. Els enregistraments del vídeo corresponent, dirigit per Jonas Åkerlund igual que el de Pussy, van acabar a mitjan octubre. Posteriorment va transcendir que s'han efectuat enregistraments per a un nou vídeo al castell de Marquardt, prop de Potsdam, a principis de novembre.

### Intèrprets
- Till Lindemann – Cantant
- Richard Z. Kruspe – Guitarra, cors
- Paul Landers – Guitarra rítmica, cors
- Oliver Riedel – Baix elèctric
- Christoph Schneider – Bateria, percussió
- Christian Lorenz – Teclat, samples

## Portada de l'àlbum
La portada és una creació del fotògraf espanyol Eugenio Recuenco. Mostra als integrants de Rammstein reunits al voltant d'una taula llests per devorar a Venus, la deessa de l'amor, segons la mitologia romana. La model que apareix en la portada és l'espanyola Cristina Serrato.

## Llista de cançons
1. Rammlied (Cançó de Rammstein) - 5:19
2. Ich tu dir weh (Et faig mal) - 5:02
3. Waidmanns Heil (Salutació del caçador) - 3:33
4. Haifisch (Tauró) - 3:45
5. B****** (Bückstabü) -4:15
6. Frühling in Paris (Primavera a París) - 4:45
7. Wiener Blut (Sang vienesa) - 3:53
8. Pussy (Cony) - 4:00
9. Liebe ist für alle Da (L'amor és allà per a tots) - 3:26
10. Mehr (Més) - 4:09
11. Roter Sand (Sorra vermella) - 3:59

Addicionalment, existeix una edició especial amb un segon disc, que inclou 5 temes addicionals:.
1. Führe mich (Guia'm) - 4:33
2. Donaukinder (Nens del Danubi) - 5:18
3. Halt (Alt) - 4:21
4. Roter Sand (Orchester Version) (Sorra vermella, versió orquestra) - 4:06
5. Liese (diminutiu d'Elisabeth) - 3:56

La versió digital de descàrrega via iTunes conté un remix del tema Rammlied:
- Rammlied (Thrash-terpiece Remix by Machine Head)[22]

### Rammlied
Va ser publicada com a cara B del senzill Pussy i pot considerar-se una presentació del grup, que la utilitza per obrir els concerts de la gira 2009/10. Es tracta de la quarta cançó en la discografia de Rammstein en la que se cita expressament el nom de la formació, juntament amb Wollt ihr das Bett in Flammen sehen?, Rammstein i Stein um Stein:
| Wer wartet mit Besonnenheit,       | Qui espera amb prudència             |
| der wird belohnt zur rechten Zeit. | serà recompensat al seu degut temps. |
| Nun das Warten hat ein Ende.       | Ara l'espera arriba a la seva fi.    |
| Leiht euer Ohr einer Legende.      | Escolteu a una llegenda.             |

### Ich tu dir weh
Tracta la temàtica sadomasoquista. El jo líric es dirigeix a una persona amb qui manté una relació de dominació-submissió ("Només estàs amb vida per mi...", "Un petit tall i tu t'excites...", "Tu ets la nau, jo el capità / On ha d'anar doncs aquest viatge? / Veig la teva cara en el mirall, / tu m'estimes perquè jo no t'estimo"). Els versos "Wünsch dir was, ich sag' nicht nein / und führ dir Nagetiere ein" ("Desitja alguna cosa, jo no et dic "no" / i introdueixo rosegadors en el teu interior") provenen de la novel·la American Psycho, de l'autor nord-americà Bret Easton Ellis. La frase "Bei dir hab' ich die Wahl der Qual" és un joc de paraules amb la frase feta alemanya "die Qual der Wahl haben" ("tenir la tortura de l'elecció"), que s'empra quan algú no és capaç de prendre una decisió entre moltes alternatives; en la cançó s'altera l'ordre de les paraules de manera que resulta "amb tu tinc l'elecció de la tortura".
Ich tu dir weh va ser un dels factors desencadenants que les autoritats alemanyes decidissin prohibir la venda del disc a menors de 18 anys. La cançó va ser eliminada en la nova versió alemanya de Liebe ist für alle da (vegeu la secció "Polèmiques").

### Waidmanns Heil
La lletra, presa gairebé íntegrament del poema "Sautod" contingut en el llibre Messer de Till Lindemann, fa ús de l'argot cinegètica. En l'idioma alemany, l'argot dels caçadors comprèn de més de deu mil paraules, de les quals amb prou feines uns pocs milers han transcendit al llenguatge quotidià. La cançó sembla descriure la cacera d'un cérvol, però en realitat Rammstein s'està valent del llenguatge metafòric per descriure un acostament sexual ("porto calent des de fa dies", "el pelatge rellueix", "l'escopeta salta de la funda", "em retiro el vellut que cobreix la banya", "ella sent l'energia del canó", "delicada suor degota sobre el genoll").
En el musical, la cançó comença amb sons de banyes que emfatitzen la temàtica. La part central de la cançó ha estat comparada amb el tema One de Metallica, només que més accelerada. Quan la cacera/relació sexual arriba al seu clímax, es pot sentir el panteix d'un animal.

### Haifisch
En les estrofes de la cançó es juga amb l'repetició anafòrica de les paraules wir halten ('mantenim'), així com els diferents significats que el verb halten pot prendre en funció de la preposició que ho acompanyi. La tornada és un homenatge a Die Moritat von Mackie Messer, cançó pertanyent a L'òpera dels tres centaus de Kurt Weill i Bertolt Brecht.
| Und der Haifisch, der hat Zähne  | I el tauró té dents        | Und der Haifisch, der hat Tränen | I el tauró té llàgrimes             |
| und die trägt er im Gesicht      | i els porta en la cara     | und die laufen vom Gesicht,      | i li corren per la cara,            |
| und Macheath, der hat ein Messer | i Macheath té un ganivet,  | doch der Haifisch lebt im Wasser | però el tauró viu en l'aigua        |
| doch das Messer sieht man nicht. | però el ganivet no es veu. | so die Tränen sieht man nicht.   | així que les llàgrimes no es veuen. |
| Bertolt Brecht                   |                            | Rammstein                        |                                     |

La cançó tracta sobre la percepció pública de la formació. Rammstein s'identifiquen en si mateixos amb el tauró de la cançó:
| «              | El tauró és considerat absolutament malvat. Tots els anys moren tres persones devorats per taurons. No obstant això, més de cent moren colpejats per cocos. Per tant, el coco és substancialment més perillós que el tauró, al voltant de com es dramatitza tant. Nosaltres sempre ens hem sentit així: se'ns presenta com totalment malvats i nedem per sota de l'aigua. | » |
| — Flake Lorenz | |   |

Instrumentalment, la cançó pot recordar al grup britànic de música electrònica Depeche Mode.

### B********
El títol, que es pronuncia "Bückstabü" /ˌbʏkʃta'byː/, és una paraula inventada, possible encreuament entre Buchstabe ("lletra"), sich bücken ("inclinar-se") i Tabu ("tabú"). La cançó parla de prohibicions:
| Stimmen flüstern hinter dem Gesicht, | Unes veus murmuren després de la cara |
| die Da sagen:                        | dient:                                |
| tu das nicht,                        | "no facis això,                       |
| lass das sein,                       | deixa-ho estar,                       |
| fass das nicht an,                   | no ho toquis,                         |
| sag einfach nein.                    | digues simplement no".                |

### Frühling in Paris
És una de les dues balades de l'àlbum. La tornada és un homenatge a la cançó Non, je ne regrette rien, famosa gràcies a Édith Piaf. És la primera vegada que Till Lindemann canta en francès en un disc de Rammstein. A Frühling in Paris es canta sobre la pèrdua de la innocència d'un jove en mans d'una dona francesa més experimentada, possiblement una prostituta ("Va venir cap a mi amb un vestit clar, / ho recordo com si fos ahir. / Jo era molt jove, / em vaig avergonyir", "No coneixia el meu cos, / l'aspecte (era) molt recatado; / ella m'ho va ensenyar a la llum...", "Els llavis suaus, venuts moltes vegades...", "Em va cridar paraules a la cara / i es va inclinar profundament").

### Wiener Blut
El títol coincideix amb el d'una opereta còmica de Johann Strauß (fill), que al seu torn utilitza el nom d'un vals del mateix Strauß anomenat Wiener Blut Op. 354; també coincideix amb el d'un disc del cantant de pop austríac Falco. La Wiener Blut de Rammstein està inspirada en el cas criminal d'Amstetten, en el qual Josef Fritzl va mantenir segrestada en un soterrani durant més de dues dècades a la seva pròpia filla, amb qui va tenir sis fills fruit de violacions. La cançó s'inicia amb els compassos distorsionats del vals de Strauß i va accelerant-se progressivament fins a arribar al seu punt àlgid en la tornada, durant el qual Till Lindemann crida.
Els versos "Und wanderst du im tiefen Tal", "Fürchte kein Unglück, keine Qual" i "Ich bin bei dir und halte dich / Ich halte dich in der Dunkelheit" juguen amb el Salm 23 de la Bíblia:
| Und ob ich schon wanderte im finsteren Tal | Encara que passi pel més fosc de les valls |
| fürchte ich kein Unglück,                  | no tindré perill,                          |
| denn Du bist bei mir,                      | perquè Tu, Senyor, estàs amb mi.           |

### Pussy
És el primer senzill de l'àlbum. Aborda les relacions sexuals dels alemanys des d'un punt de vista humorístic. El videoclip que va acompanyar al llançament va ser estrenat en un portal d'internet per a adults a causa del seu fort contingut sexual.

### Liebe ist für alle da
La pista que dona títol a l'àlbum va ser motiu de polèmica a l'estiu de 2009 en filtrar-se en internet. Com a conseqüència, Universal Music va emprendre accions legals contra diversos blogs i pàgines de fans.
La cançó parla sobre fantasies sexuals. El jo líric "tanca" en la seva fantasia a fi del seu desig, on ella "no es defensa".

### Mehr
Mehr tracta sobre la cobdícia i l'egoisme:
| Ich nehme alles                        | Ho prenc tot,              |
| auch wenn es schlecht ist!             | fins i tot quan és dolent. |
| Ich werde nie satt.                    | Mai em sadollo.            |
| És ist besser, wenn man mehr hat [...] | És millor tenir més.       |
| Bin nie zufrieden,                     | Mai estic satisfet,        |
| és gibt kein Ziel.                     | no hi ha una meta.         |
| Gibt kein Genug,                       | No hi ha un "suficient",   |
| ist nie zu viel                        | mai és massa.              |

### Roter Sand
Segona Balada del disc, és recognoscible per la pràctica absència de guitarres amb distorsió i una particular xiulada en la tornada. Narra un duel amb pistoles entre dos pretendents a l'amor d'una dona. El rival del narrador treu abans la seva arma i el dispara en el pit:
| Eine Liebe, zwei Pistolen,     | Un amor, dues pistoles,         |
| einer konnte schneller ziehen. | un va poder desenfundar primer. |
| Nun ich bin es nicht gewesen.  | No he estat jo.                 |
| Jetzt gehörst du ihm.          | Ara li pertanys a ell.          |

En l'edició de dos CD de l'àlbum s'inclou una versió amb arranjaments orquestrals d'aquest tema, així com un altre titulat Liese que té la mateixa melodia amb diferent lletra.

### Führe mich
En aquest tema destaca el contrast entre el to suau en què canta Lindemann les estrofes i l'agressiu que adopta durant la tornada, de manera similar a Dalai Lama. La lletra podria interpretar-se com un diàleg entre dos bessons siamesos:
| Ein Körper, zwei Namen,          | Un cos, dos noms,                   |
| nichts kann uns trennen.         | gens ens pot separar.               |
| Ein Zweileib im Samen [...]      | Un cos doble en la llavor           |
| Zwei Seelen spannen eine Haut    | Dues ànimes tiben una pell          |
| und wenn ich rede bist du still. | i quan jo parlo tu guardes silenci. |
| Du stirbst, wenn ich es will.    | Tu mors quan jo vull.               |

### Donaukinder
És una balada poderosa, amb arranjaments similars als de la cançó Reise, Reise. És possible que la lletra faci referència a una catàstrofe mediambiental que va tenir lloc a principis de 2000 en trencar-se la presa d'una planta de tractament d'or a Baia Mare (Romania). Almenys 100.000 m³ de cianur de sodi amb metalls pesants es van abocar en dos afluents del riu Tisza, d'on van passar al Danubi. S'estima que van morir més de 1.400 tones de peixos. Al poble romanès de Bozânta Mare, el sòl i l'aigua per a consum humà van quedar enverinats; en diverses localitats hongareses es va haver de tallar el subministrament d'aigua. Com a contramesura, per trencar els enllaços moleculars del cianur, es va emprar hipoclorit de sodi. És considerada la catàstrofe ecològica més greu succeïda a Europa de l'Est des de l'accident de Txernòbil.
| Keiner weiß was hier geschah, | Ningú sap el que va passar aquí,  |
| die Fluten rostig rot.        | les crescudes de vermell òxid.    |
| Die Fische waren atemlos      | Els peixos estaven sense alè      |
| und alle Schwäne tot.         | i tots els cignes morts.          |
| An den Ufern, in den Wiesen   | En les ribes, en les prades       |
| die Tiere wurden krank        | els animals van emmalaltir.       |
| Aus den Auen, in den Fluß     | Des de les riberes, en el riu,    |
| Trieb abscheulicher Gestank   | ascendia una pestilència inmunda. |

### Halt
El protagonista d'aquest tema és una persona amb inclinacions misàntropiques. Odia als seus semblants fins al punt de no suportar el so del batec dels seus cors: "Hi ha massa persones, / no puc suportar-les. / Em turmenten amb dolor, / però el dolent dels sorolls / és el batec dels seus cors", "Alto! Quedin-se quiets! / No, no puc suportar-ho / Alt! /Deixin de bategar!".

### Liese
La música és la mateixa que la de Roter Sand. La lletra empra un estil narratiu similar al d'un conte infantil i és protagonitzada per Gänseliesel, una figura típica del folklore alemany present en multitud d'obres escultòriques i que consisteix en una noia que cuida oques. En la cançó, un jove anomenat Jakob la viola en un trigal amenaçant-la amb un aper de labrança.

## Polèmiques
L'àlbum va ser inclòs per les autoritats alemanyes en el "Índex de materials perillosos per a la joventut", adduint que Ich tu dir weh i una imatge de Richard Kruspe amb una jove en els seus genolls suposaven "una representació perillosa per a la joventut de pràctiques sadomasoquistes", així com que Pussy podia animar als joves a "mantenir relacions sexuals sense protecció en els temps de la SIDA". A causa d'això, es va prohibir tota difusió i publicitat de l'àlbum en els mitjans alemanys i es va prohibir la seva venda a menors de 18 anys des del 10 de novembre.
Universal Music Alemanya va anunciar que una nova edició de l'àlbum serà llançada el pròxim 30 de novembre. Es tracta de la primera vegada que s'inclou en aquest índex un disc mentre aquest es troba en la primera posició de vendes.
Sobre aquest tema, Christian Lorenz va comentar:
| « | "Estem sorpresos pel nombre de persones que encara tenen por de Rammstein. Però també estem perplexs. En l'àlbum no hi ha gens que sigui d'alguna manera més susceptible de ser malinterpretat que en altres àlbums de Rammstein […] El censor és l'última persona en la qual estem pensant - jo pensava que ja m'hi havia acomiadat amb la caiguda del Mur de Berlín…" | » |

## Gira
El disc està sent presentat en directe en una gira internacional des de novembre del 2009. En els concerts, Rammstein interpreta la major part de les cançons de Liebe ist für alle Da.

## Llistes de vendes
| Llista (2009)           | Millor posició |
| ----------------------- | -------------- |
| Alemanya                | 1              |
| Àustria                 | 1              |
| Dinamarca               | 1              |
| Finlàndia               | 1              |
| Països Baixos           | 1              |
| República Txeca         | 1              |
| Suïssa                  | 1              |
| França                  | 2              |
| Polònia                 | 2              |
| Bèlgica                 | 3              |
| Suècia                  | 3              |
| Noruega                 | 4              |
| Portugal                | 4              |
| Mèxic                   | 4              |
| Espanya                 | 5              |
| Austràlia               | 9              |
| Hongria                 | 10             |
| EUA Billboard 2009      | 13             |
| Itàlia                  | 14             |
| Llista europea d'àlbums | 14             |
| Nova Zelanda            | 15             |
| Regne Unit              | 16             |
| Irlanda                 | 25             |